# 朝云 (报纸)
《朝云》（日语：／ Asagumo），通称“朝云新闻”，是日本的一份周报，与日本防卫省和自卫队有着紧密关系，被视为二者的准机关报。

## 简介
“朝云”由时任警察预备队（自卫队的前身）总队总监林敬三命名。1952年6月，《朝云》作为日本警察预备队机关报创刊，由株式会社朝云新闻社编辑出版，防卫厅共济组合（即現在的防卫省共济组合）发行。1962年3月，报章发行权移交给朝云新闻社，标志着《朝云》在法律上成为民营报章。《朝云》的内容以日本的国防政策及自卫队活动为主，具有强烈的军事色彩。
除报章業務外，朝云新闻社还出版发行了大量军事书籍，其中包括了著名的《战史丛书》。